# Киричок Олександр Вікторович
Олександр Вікторович Киричок (31 березня 1971, Бориспіль) — український дипломат. Радник з економічних питань Посольства України в Мексиканських Сполучених Штатах.

## Біографія
Народився 31 березня 1971 року у місті Бориспіль на Київщині. У 1998 році закінчив Інститут міжнародних відносин Київського національного університету імені Тараса Шевченка, спеціальність — міжнародні економічні відносини.

У 1999—2000 рр. — провідний економіст, головний економіст Управління торгових обмежень та недобросовісної конкуренції Міністерства зовнішніх економічних зв'язків і торгівлі України;
У 2000—2004 рр. — начальник відділу моніторингу зовнішньої торгівлі та прогнозно-балансових розрахунків Управління моніторингу зовнішньої торгівлі Міністерства економіки та з питань європейської інтеграції України;
У 2004—2008 рр. — заступник керівника Торговельно-економічної місії у складі Посольства України у Мексиканських Сполучених Штатах;
У 2009—2010 рр. — заступник начальника управління–начальник відділу роботи з торговельно-економічними місіями Міністерства економіки України;
У 2010—2011 рр. — начальник відділу торговельно-економічних зв'язків з країнами Близького, Середнього Сходу Департаменту двостороннього торговельно-економічного співробітництва Міністерства економіки України;
З лютого 2012 по вересень 2014 рр. — перший секретар Посольства України в Республіці Куба;
10 вересня 2014 р. — вересень 2016 р. - Тимчасовий повірений у справах України в Республіці Куба.